# Copa Intercontinental 2003
La Copa Intercontinental 2003 fue la 42.ª edición del torneo. Enfrentó al campeón de Europa ante el campeón de Sudamérica.

## Clubes clasificados
Se fueron decidiendo a lo largo de 2003 entre las dos competiciones continentales de mayor historia.
| UEFA (Europa)         |  | Milán        |  | Campeón de la Liga de Campeones de la UEFA (2002-03) |
| CONMEBOL (Sudamérica) |  | Boca Juniors |  | Campeón de la Copa Libertadores de América (2003)    |

## Sede
| Japón               |               |
| Ciudad              | Estadio       |
| Yokohama            | Internacional |
|                     |               |
| 72 327 espectadores |               |

## Desarrollo
Fue un partido parejo, donde hubo varias chances de gol, de las que solamente se pudieron concretar dos, uno de cada lado. Primero el delantero danés Jon Dahl Tomasson picó por izquierda, recibió el pase de Pirlo y la puso por entre las piernas del arquero rival. Pero pocos minutos después Pedro Iarley desvió un centro de Guillermo Barros Schelotto , descolocando al arquero Dida, Matías Donnet agarró el rebote, conectó de zurda y puso el 1-1 definitivo. Luego llegarían muchas chances de cada equipo, algunas desperdiciadas mediante cabezazos o tiros de los dos equipos y otras tapadas por los arqueros, que tuvieron una destacada actuación. En los penales se luciría el arquero del equipo argentino Roberto Abbondanzieri y ocurriría un recordado penal donde Costacurta le pegó a la tierra. Del último penal se encargó Cascini para darle el torneo al equipo sudamericano.

## La figura
En principio, el jugador del partido iba a ser Roberto Abbondanzieri, ya que no solo se destacó en los 120 minutos de juego, sino que también atajo 2 de los 4 penales ejecutados por los jugadores del AC Milan. Pero cuando le informaron del hecho, el "pato" se negó a recibir tal premio, ya que él solo quería celebrar el título conseguido con sus compañeros y con los hinchas que habían viajado hasta allí. Elegido el jugador del partido, el argentino Matías Donnet mostró un excelente juego, no solamente por convertir el gol del empate para el conjunto sudamericano, sino que además no falló su penal a la hora de definir al ganador.

## Final
| 12         | POR        | Dida                  |      |
| 2          | DEF        | Cafú                  |      |
| 19         | DEF        | Alessandro Costacurta |      |
| 3          | DEF        | Paolo Maldini         |      |
| 26         | DEF        | Giuseppe Pancaro      |      |
| 8          | MED        | Gennaro Gattuso       | 102' |
| 21         | MED        | Andrea Pirlo          |      |
| 20         | MED        | Clarence Seedorf      |      |
| 22         | MED        | Kaká                  | 77'  |
| 15         | DEL        | Jon Dahl Tomasson     | 69'  |
| 7          | DEL        | Andriy Shevchenko     |      |
| Entrenador | Entrenador | Carlo Ancelotti       |      |

| 1          | POR        | Roberto Abbondanzieri      |     |
| 14         | DEF        | Luis Perea                 |     |
| 2          | DEF        | Rolando Schiavi            |     |
| 6          | DEF        | Nicolás Burdisso           |     |
| 3          | DEF        | Clemente Rodríguez         |     |
| 5          | MED        | Sebastián Battaglia        |     |
| 22         | MED        | Raúl Cascini               |     |
| 8          | MED        | Diego Cagna                |     |
| 18         | MED        | Matías Donnet              |     |
| 7          | DEL        | Guillermo Barros Schelotto | 73' |
| 10         | DEL        | Pedro Iarley               |     |
| Entrenador | Entrenador | Carlos Bianchi             |     |

| 9  | DEL | Filippo Inzaghi   | 69'  |
| 10 | MED | Rui Costa         | 77'  |
| 23 | MED | Massimo Ambrosini | 102' |

| 9 | DEL | Carlos Tévez | 73' |

| Anotado | 23' | Jon Dahl Tomasson | 1-0 |

| Anotado | 29' | Matías Donnet | 1-1 |

| Andrea Pirlo          | Fallo de penal (Fallo de penal) | 0:0 |                  |                     |
|                       |                                 | 0:1 | Acierto de penal | Rolando Schiavi     |
| Rui Costa             | Acierto de penal                | 1:1 |                  |                     |
|                       |                                 | 1:1 | Fallo de penal   | Sebastián Battaglia |
| Clarence Seedorf      | Fallo de penal                  | 1:1 |                  |                     |
|                       |                                 | 1:2 | Acierto de penal | Matías Donnet       |
| Alessandro Costacurta | Fallo de penal                  | 1:2 |                  |                     |
|                       |                                 | 1:3 | Acierto de penal | Raúl Cascini        |

| Amonestado | 19' | Kaká |
| Amonestado | 61' | Cafú |

| Amonestado | 6' | Luis Perea |

| Árbitro             | Valentín Ivanov |
| Árbitros asistentes | Gennady Krasyuk |
| Árbitros asistentes | Yuri Dupanau    |
| Cuarto árbitro      | Masayoshi Okada |

| 12         | POR        | Dida                  |      |
| 2          | DEF        | Cafú                  |      |
| 19         | DEF        | Alessandro Costacurta |      |
| 3          | DEF        | Paolo Maldini         |      |
| 26         | DEF        | Giuseppe Pancaro      |      |
| 8          | MED        | Gennaro Gattuso       | 102' |
| 21         | MED        | Andrea Pirlo          |      |
| 20         | MED        | Clarence Seedorf      |      |
| 22         | MED        | Kaká                  | 77'  |
| 15         | DEL        | Jon Dahl Tomasson     | 69'  |
| 7          | DEL        | Andriy Shevchenko     |      |
| Entrenador | Entrenador | Carlo Ancelotti       |      |

| 1          | POR        | Roberto Abbondanzieri      |     |
| 14         | DEF        | Luis Perea                 |     |
| 2          | DEF        | Rolando Schiavi            |     |
| 6          | DEF        | Nicolás Burdisso           |     |
| 3          | DEF        | Clemente Rodríguez         |     |
| 5          | MED        | Sebastián Battaglia        |     |
| 22         | MED        | Raúl Cascini               |     |
| 8          | MED        | Diego Cagna                |     |
| 18         | MED        | Matías Donnet              |     |
| 7          | DEL        | Guillermo Barros Schelotto | 73' |
| 10         | DEL        | Pedro Iarley               |     |
| Entrenador | Entrenador | Carlos Bianchi             |     |

| 9  | DEL | Filippo Inzaghi   | 69'  |
| 10 | MED | Rui Costa         | 77'  |
| 23 | MED | Massimo Ambrosini | 102' |

| 9 | DEL | Carlos Tévez | 73' |

| Anotado | 23' | Jon Dahl Tomasson | 1-0 |

| Anotado | 29' | Matías Donnet | 1-1 |

| Andrea Pirlo          | Fallo de penal (Fallo de penal) | 0:0 |                  |                     |
|                       |                                 | 0:1 | Acierto de penal | Rolando Schiavi     |
| Rui Costa             | Acierto de penal                | 1:1 |                  |                     |
|                       |                                 | 1:1 | Fallo de penal   | Sebastián Battaglia |
| Clarence Seedorf      | Fallo de penal                  | 1:1 |                  |                     |
|                       |                                 | 1:2 | Acierto de penal | Matías Donnet       |
| Alessandro Costacurta | Fallo de penal                  | 1:2 |                  |                     |
|                       |                                 | 1:3 | Acierto de penal | Raúl Cascini        |

| Amonestado | 19' | Kaká |
| Amonestado | 61' | Cafú |

| Amonestado | 6' | Luis Perea |

| Árbitro             | Valentín Ivanov |
| Árbitros asistentes | Gennady Krasyuk |
| Árbitros asistentes | Yuri Dupanau    |
| Cuarto árbitro      | Masayoshi Okada |

|                                  |
| Bandera de Argentina             |
| Campeón Boca Juniors 3.er título |

## Hitos estadísticos
- Este es el tercer título intercontinental para Boca Juniors, que en la edición 1977 había derrotado al Borussia Mönchengladbach alemán (subcampeón europeo, ya que el campeón decidió no participar) y en la de 2000 ante Real Madrid.
- Se transformó en el único club argentino que forma parte de la elite de cinco equipos que tienen en su palmarés tres copas intercontinentales.
- Fue la cuarta vez en la historia de la competición que se decidió desde los tiros del punto de penal.
- Fue la tercera copa para el entrenador argentino Carlos Bianchi, el hombre récord que ganó su primera con el Vélez Sarsfield de su país en 1994 justamente ante el Milán y contra el Real Madrid en el año 2000.
- El brasileño Cafú no es solo un futbolista que ha disputado tres finales de la Copa Mundial con su selección; sino que también estuvo presente en tres finales a nivel de clubes, perdiendo solo esta, ya que ganó las otras dos con São Paulo en 1992 y 1993 (triunfando en esta última ante, justamente, el Milán europeo del que fue parte en esta edición).
- Esta fue la última vez que un club argentino venció a un club europeo por torneos oficiales.